# Marano di Napoli
Marano di Napoli es un municipio italiano localizado en la ciudad metropolitana de Nápoles, región de Campania. Cuenta con 59.871 habitantes en 15,64 km².
El municipio de Marano di Napoli contiene las frazioni (subdivisiones) de Castello Monteleone, Masseria Foragnano, San Marco, San Rocco y Torre Caracciolo.
El territorio municipal limita con las siguientes comunas: Calvizzano, Mugnano di Napoli, Nápoles, Quarto y Villaricca.

## Demografía
| Gráfica de evolución demográfica de Marano di Napoli entre 1861 y 2011 |
|                                                                        |
| Fuente ISTAT - elaboración gráfica de Wikipedia                        |